# Mugnano di Napoli
Mugnano di Napoli est une ville italienne d'environ 34 100 habitants (2022) située dans la ville métropolitaine de Naples en Campanie.

## Histoire
Le site est situé sur un grand édifice volcanique appelé Archiflegreo, lieu fertile propice à l'agriculture et à l'élevage, et est occupé depuis au moins l'âge du bronze.
Au IVe siècle av. J.-C. les Samnites y fondent une colonie, qui atteint sa plus forte densité démographique à la fin du Ier siècle AC, alors que le village est sous domination romaine et porte le nom de Carpinianum.
L'économie se porte bien jusqu'aux Invasions barbares du Ve siècle, époque où le village se déplace en un endroit plus facilement défendable, et adopte le nom de Munianum.
Au XIIIe siècle l'empereur Frédéric II reconnaît Mugnano comme communauté autonome de citoyens, qui entretient des relations et des privilèges avec Naples.

## Géographie
Mignano di Napoli se situe en bordure nord-ouest de Naples.
Son altitude varie de 101 à 146 mètres, sur une descente nord-sud.
Elle est limitrophe des municipalités de Calvizzano, Giugliano in Campania, Marano di Napoli, Melito di Napoli, Naples, Villaricca.

## Personnalités liées à la commune
- Raffaele Palladino (1984-), footballeur né à Mugnano di Napoli.

## Fêtes, foires
Fête du "Sacro Cuore di Gesù" qui a lieu le 3ème dimanche d'octobre.

## Administration

### Communes limitrophes
Calvizzano, Giugliano in Campania, Marano di Napoli, Melito di Napoli, Naples, Villaricca